# Vivo (torrente)
Il Vivo è un torrente che attraversa parte delle province di Grosseto e di Siena, nella Toscana meridionale.

## Descrizione
Il corso d'acqua nasce dalle sorgenti dell'Ermicciolo, poco a sud di Vivo d'Orcia, frazione di Castiglione d'Orcia, provincia di Siena, e dopo un percorso di 15 km va a confluire nell'Ente, tributario dell'Orcia, nei pressi di Montegiovi, frazione di Castel del Piano, attraversando il comune di Seggiano, provincia di Grosseto.